# George Waldemar van Denemarken
George Waldemar van Denemarken (Kasteel Bernstorf, 16 april 1920 – Kopenhagen, 29 september 1986) was een Deense prins uit het huis Sleeswijk-Holstein-Sonderburg-Glücksburg.
George was de oudste zoon van prins Axel van Denemarken en diens vrouw Margaretha van Zweden. Hij trouwde op 16 september 1950 met Anne Bowes-Lyon, een nicht van koningin Elizabeth II en de ex-echtgenote van Thomas Anson, vierde graaf van Lichfield. Aldus werd George de stiefvader van de bekende Britse fotograaf Patrick Lichfield. Het paar kreeg zelf geen kinderen. George Waldemar diende de Deense regering als militair attaché in Londen en in Parijs.